# Faso
Faso, pseudonimo di Nicola Fasani (Milano, 7 aprile 1965), è un bassista italiano.

## Attività musicale
Faso è il bassista dei gruppi musicali Elio e le Storie Tese, Trio Bobo e Biba Band. Ha anche fatto parte della band The Phazees per alcune trasmissioni televisive di MTV.
Nel 1983 ha collaborato per la prima volta alla realizzazione di un album, ovvero l'opera omonima di Mario Acquaviva.
Ha collaborato, tra gli altri, con Rossana Casale, Mina, Franco Battiato, Franco Fasano, Eugenio Finardi, Sergio Caputo, Daniele Silvestri, Davide Matrisciano.
Per quest'ultimo ha suonato tutti i brani dell'album Daniele Silvestri (tranne L'uomo intero e Il Flamenco della doccia) e i brani L'uomo col megafono, Le cose in comune, Prima di essere un uomo e Marzo 3039 dall'album Prima di essere un uomo. Suona inoltre nelle canzoni Salirò, Sempre di domenica e Manifesto dell'album Unò-dué. Nell'album Bau di Mina (2006), Faso suona il basso in sette brani: Johnny scarpe gialle, Nessun altro mai, Alibi, Un uomo che mi ama, L'amore viene e se ne va, Fai la tua vita e Inevitabile.
Ha collaborato (insieme a Elio, Jantoman, Christian Meyer e Vittorio Cosma, tutti membri di Elio e le Storie Tese) al disco Terra Nostra del 1996 dei Tenores di Neoneli, dove ha suonato, insieme a Christian Meyer e Vittorio Cosma, nei brani Amazzonia e Sa Sienda.

## Stile
Come accade per tutti i componenti di Elio e le Storie Tese, anche Faso è un musicista caratterizzato da elevate capacità tecniche e competenze musicali. Nel suo stile vengono riprese molte caratteristiche del funky, del jazz e della fusion, ma Faso mostra anche una grande capacità di adattare le sue linee ritmiche a brani tipicamente rock and roll, disco music e pop. Pur non prediligendo a livello di accompagnamento le tecniche thumb e slap, dà prova di padroneggiarle in brani del calibro di Agnello Medley e Servi della gleba.

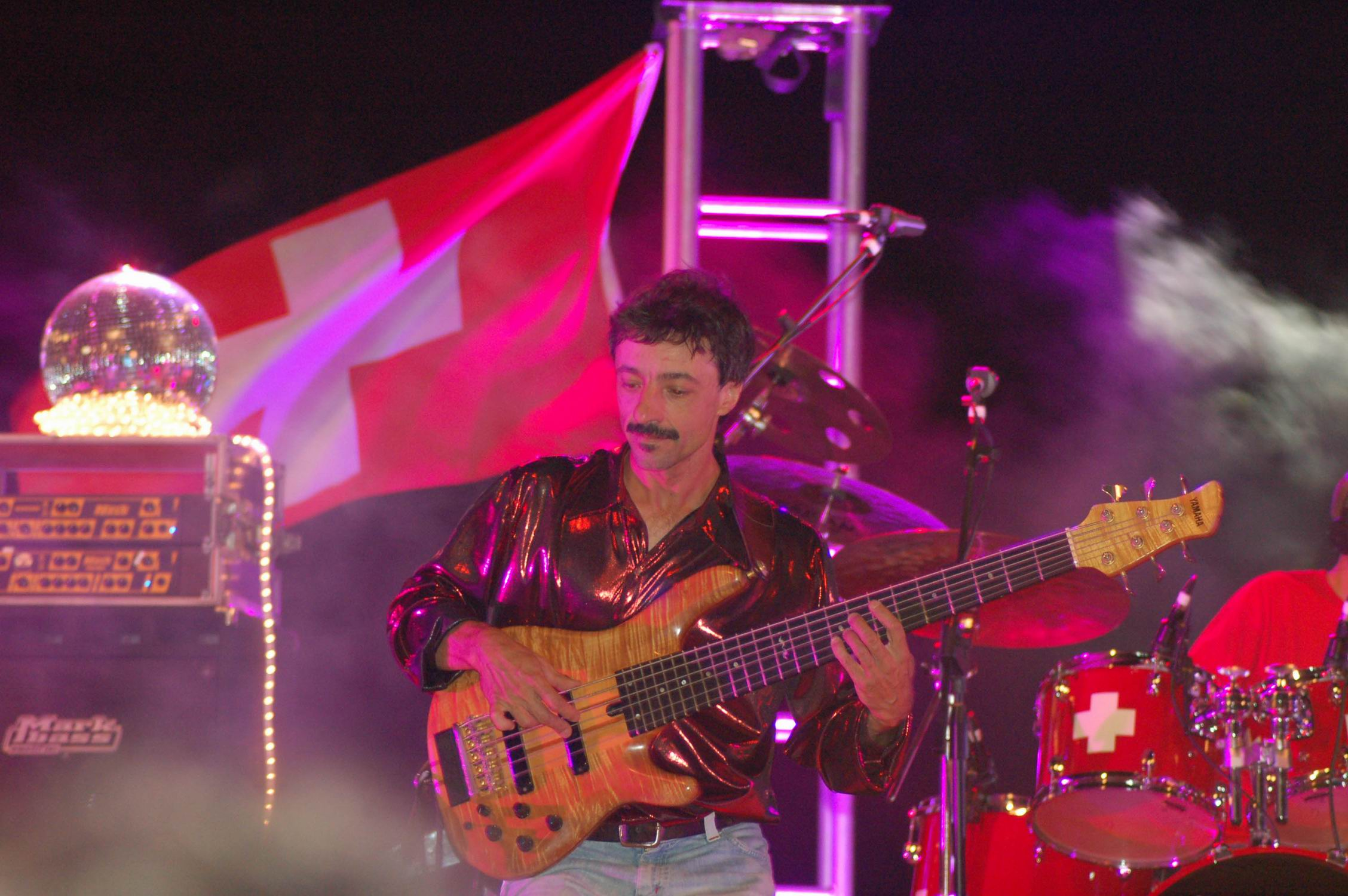
Faso durante il Tour Emozioni Fortissime (14 luglio 2007, Cesenatico)

Nei brani degli Elii solitamente non compaiono dei veri e propri assoli di basso, nonostante in alcune canzoni Faso esegua pattern ritmici con forti componenti di improvvisazione (come accade sulle strofe di Supergiovane) oppure in piccole sezioni come l'intro El Pube, dove il basso suona all'ottava con il flauto traverso. Una importante eccezione è il brano Mio Cuggino in cui Faso realizza un vero e proprio assolo dove l'utilizzo di particolari intervalli musicali gli conferisce sonorità prettamente jazzistiche.

### Strumentazione
Tra i molti bassi facenti parte della sua collezione di strumenti, predilige uno Yamaha TRB6P a sei corde, che è quello utilizzato in tutte le sue esibizioni con gli Elio e le Storie Tese. Come raccontato più volte dallo stesso Faso, questo basso fu acquistato ad un prezzo irrisorio, in quanto si trattava di un modello fallato: a causa di un errore del macchinario preposto a realizzare l'alloggiamento per i pick-up, lo strumento fu trapassato da una parte all'altra. Faso decise di acquistarlo ugualmente e di ripararlo: soddisfatto del risultato, decise di tenerlo, ritenendo che le riparazioni avessero influito positivamente sul suono.
Per coprire i segni delle riparazioni Faso collocò sul dorso dello strumento una pecetta di plastica nera, la cui forma e colore sono molto simili a quelle del vano contenente l'elettronica del basso. Faso sostiene che quello sia il vano della doppia elettronica immaginaria, cosa che renderebbe il suo basso un modello unico al mondo.
Anche se non lo utilizza quasi mai dal vivo (tranne che in brani come "Tristezza") in alcuni brani ha suonato un basso fretless. La canzone Cateto, contenuta nel primo album, è l'unico caso in cui Faso abbia utilizzato un chapman stick, che però gli fu rubato poco tempo dopo. Lo stick ritornò poi al legittimo proprietario quando, oltre dieci anni dopo, un ricettatore lo propose a Max Costa, storico collaboratore degli Elio e le Storie Tese. In seguito a quell'episodio Faso non utilizzò più tale strumento, preferendo dedicarsi all'uso del basso tradizionale. Inoltre possiede e ha utilizzato soprattutto in studio alcuni Fender Jazz Bass e dei Manne Newport Special a quattro e cinque corde. Nel Tour "Enlarge Your Penis" usa un basso di liuteria Frudua  a cinque corde, molto simile a un Jazz Bass. Nonostante sia mancino, suona il basso da destro. Nelle occasioni in cui suona la batteria invece, utilizza un'impostazione da mancino.
Usa un amplificatore Markbass con cassa 6x10" in edizione speciale di colore bianco.

## Altre attività
- È conosciuto anche come speaker radiofonico della trasmissione Cordialmente in onda su Radio Deejay e condotta da Linus e dagli Elio e le Storie Tese.
- È presidente della squadra di baseball dell'Ares Milano Baseball, militante in serie B, nel girone A, dove gioca saltuariamente come prima base.[6]
- È commentatore delle partite di baseball della MLB (spesso al fianco di Elio), prima per Tele+, poi per SKY Sport, Fox Sports e attualmente per DAZN.[6]
- Negli anni 90 ha prestato la sua voce per il personaggio di Beavis nella serie animata Beavis and Butt-Head, dalla quarta serie fino alla settima, mentre Butt-head era doppiato da Elio.
- Nel 2011 ha partecipato a dei video in 3D andati in onda poi su Nintendo Video sul 3DS all'inizio del 2012 con il nome di SFAS0 TV.
- Nel 2006 ha doppiato,assieme a Elio,Cesareo e Rocco Tanica il film di animazione danese “Terkel in trouble” prestando la propria voce a Jason e ha anche cantato il singolo “Banane giganti” composto appositamente per il film

## Vita privata
Come Elio, ha origini marchigiane, precisamente di Macerata.
Faso è un fan degli Earth, Wind and Fire. Ha dichiarato più volte di non amare generi "estremi" come il metal e il punk. Ha sempre odiato la versione thrash di Urna, pubblicata in Italyan, Rum Casusu Çikti e nelle esibizioni live viene sempre suonata nella versione originale, decisamente più soft. Inoltre ha preferito farsi sostituire al basso da Elio per l'esecuzione del brano punk Omosessualità in Eat the Phikis, sebbene quando la canzone è stata riproposta nell'Enlarge Your Penis Tour del 2012 sia tornato a suonarla lui.
Nel 2002 ricevette una sospensione per doping di otto mesi dall'attività agonistica, per essere stato sorpreso a fumare uno spinello prima di una partita. In quel periodo, durante i suoi commenti delle partite di baseball, trasmesse da Tele+, più volte ribadì il suo disgusto per il mondo del calcio, dove invece i giocatori sorpresi a utilizzare sostanze dopanti ben più pericolose ed efficaci della cannabis (che, paradossalmente, ha un effetto rilassante e non eccitante), hanno ricevuto sospensioni di minore durata, ulteriormente ridotte e per di più scontate durante le pause estive.
Nel 2002 ha avuto un figlio dalla sua compagna.